# Merénylet

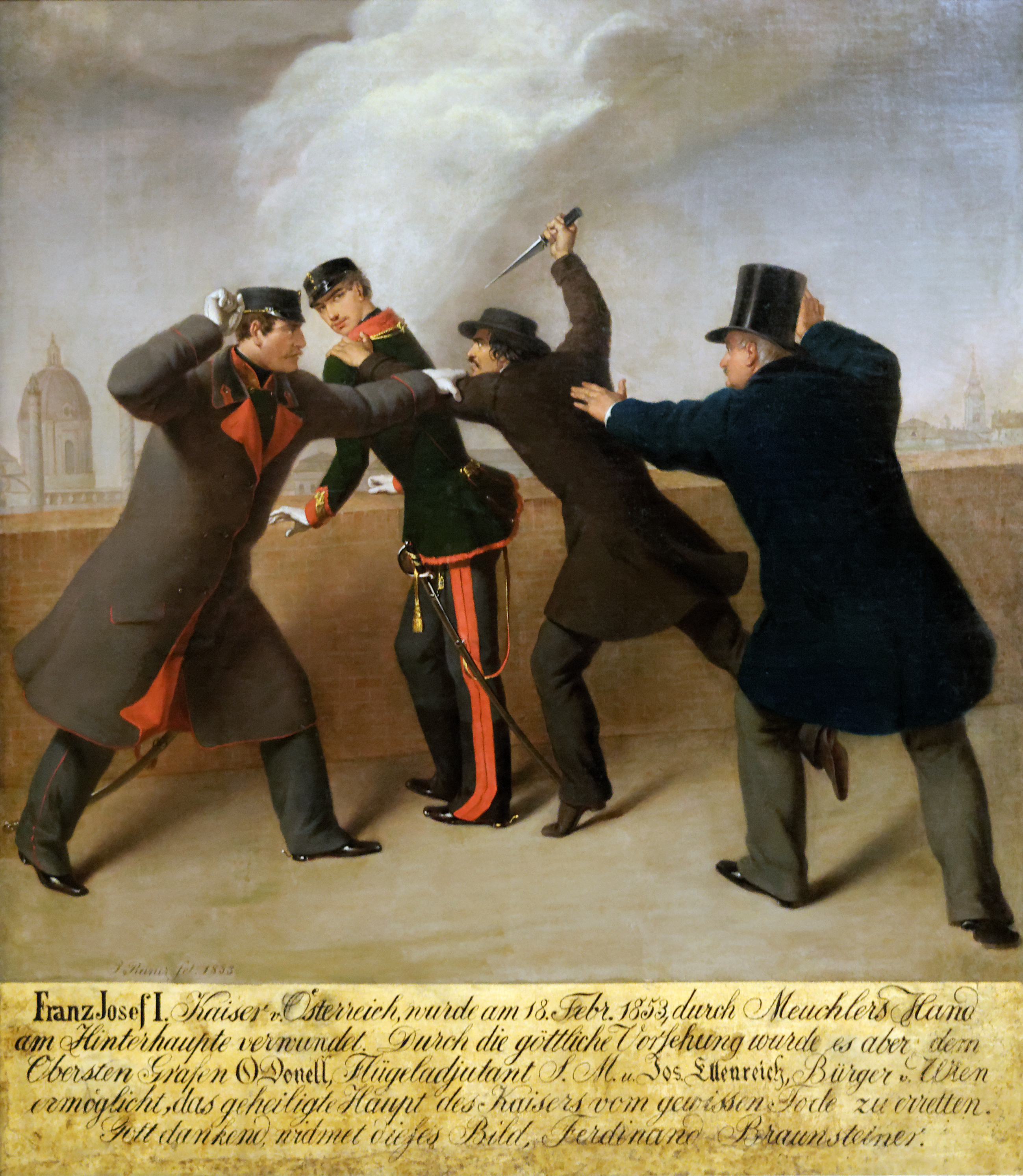
Merénylet 1853-ban Ferenc József császár ellen - J. Reiner alkotása

A merénylet (legtöbbször ismert közéleti személyiségek, esetleg kiszemelt népcsoportok ellen irányuló) személyes, gazdasági, politikai vagy vallási indíttatású gyilkossági kísérlet vagy gyilkosság, amelynek mozgatórugója a fanatizmus, és célja a gyűlölt személy vagy embercsoport fizikai likvidálása. Nem tartozik ide az állami igazságszolgáltatás által elrendelt kivégzés, még akkor sem, ha azt szabályos ítélet nélkül vagy koncepciós per nyomán hajtották végre; ide tartoznak viszont a titkosszolgálatok által politikai okokból elkövetett gyilkosságok. A merénylet általában a megfélemlítés, a terror eszköze, függetlenül indítékainak gazdasági, ideológiai, vallási vagy más jellegétől.[forrás?]

## A Révai lexikonban
A merénylet (latinul attentatum), nem szoros értelemben vett büntetőjogi kifejezés. A közbeszédben merénylet alatt értjük a gyilkosságot vagy gyilkosság kísérletét, ha államfő vagy valamely más kimagasló egyén ellen irányul. Jogi szempontból csak akkor válik jelentőssé a merénylet, ha a bűntettes kiadatásáról van szó. Egyes kiadatási szerződések ugyanis belga mintára olyan rendelkezést tartalmaznak, amely szerint nem tekintetik politikai cselekménynek, sem azzal kapcsolatos tettnek az államfő személye vagy családjának tagjai ellen elkövetett merénylet, ha ez a merénylet emberölés, gyilkosság tényálladékát állapítja meg, vagy pedig arra vonatkozó kísérlet vagy részesség (Pl. 1912: IV. t.-c. 3., 1912 : XXIX. t. c. 3.). Ezt a rendelkezést hívják merényleti záradéknak. A merényletek indító oka magánbosszú, politikai elégedetlenség, vallási fanatizmus, őrület stb. lehet.

## A magyar büntetőjogban
- A Csemegi-kódexben  a legsúlyosabb bűncselekményeknek a király elleni merénylet, illetve annak kísérlete, illetve a gyilkosság számítottak, ezeket halálbüntetéssel fenyegették.
- A magyar büntetőjogban az 1961. évi V. törvény önálló bűncselekményként rendelte büntetni a merényletet.
- A hatályos magyar Btk. nem ismeri a merényletet mint önálló különös részi tényállást, ezért a köznyelven merényletnek nevezett cselekmények más különös részi törvényi tényállások szerint büntetendőek.

## Fajtái
Általában a merényletet előre kitervelt szándék alapján hajtják végre. A résztvevők számától és a merényletterv kidolgozottságától függően beszélhetünk magányos akcióról, illetve a merénylet része lehet egy összeesküvésnek is. Az összeesküvés egyik esete, amikor a merénylet indítékát az elkövető(k) jól kidolgozott forradalmi vagy ellenforradalmi eszmékkel véli(k) alátámasztani.
Az elkövetés módja szerint lehet késsel, lőfegyverrel, pokolgéppel, újabban repülőgéppel,  vegyi vagy biológiai anyaggal, tömegpusztító fegyverrel stb. elkövetett merénylet.
Ha a merénylő tudatában van annak, hogy a merénylet során ő is elpusztul, öngyilkos merényletről beszélünk.
Olyan országokban, mint Irak, Izrael vagy Afganisztán a merényletek – a megoldatlan politikai feszültségekből adódóan – ma szinte mindennaposnak számítanak.